# Pukhulachhi
Pukhulachhi es un pueblo ubicado en el distrito de Katmandú, provincia de Bagmati, Nepal.

## Superficie
Cuenta con una superficie de 1,373 kilómetros cuadrados.

## Demografía
Datos hasta 2015
- Población: 3693 habitantes.[1]
- Densidad de población: 2,689 habitantes por kilómetro cuadrado.[1]
- Población masculina: 1795 (48,6%).[1]
- Población femenina: 1898 (51,4%).[1]